# Yamamoto Tarō
Yamamoto Tarō (山本 太郎 (Sơn Bản Thái Lang) Yamamoto Tarō,  sinh ngày 24 tháng 11 năm 1974) là một chính trị gia và cựu diễn viên người Nhật Bản, người sáng lập và đương kim lãnh đạo của đảng chính trị Reiwa Shinsengumi. Yamamoto từng là thành viên của Hạ viện từ năm 2013 đến năm 2019 và là ứng cử viên trong cuộc bầu cử thống đốc Tokyo năm 2020.

## Cuộc sống đầu đời
Yamamoto sinh ra ở Takarazuka, tỉnh Hyogo. Ông mồ côi ngay sau khi ra đời. Ông cùng 2 chị gái được nuôi dưỡng bởi người mẹ bán thảm Ba Tư. Yamamoto bắt đầu sự nghiệp của mình như một diễn viên truyền hình "có triển vọng" vào năm 1990 trong các bộ phim truyền hình như Futarikko (1996–97) và Shinsengumi! (2004). Ông cũng xuất hiện trong một số bộ phim, bao gồm Battle Royale (2000) và Moon Child (2003).